# Leonardo Mifflin
Leonardo Mifflin (Lima, Provincia de Lima, Perú, 4 de enero de 2000) es un futbolista peruano. Juega como lateral izquierdo y su equipo actual es Los Chankas de la Liga 1 de Perú.

## Trayectoria
Mifflin fue formado en las academias de menores del Esther Grande de Bentín  a la cual llegó con ocho años de edad. Fue nominado a mejor jugador de su categoría a inicios del 2017 y con el equipo federativo salió campeón en la categoría 2000 que disputó la Copa Federación 2017, además fue incluido en el once ideal del 2017 según el portal FDM Sports.

### Melgar

#### Primeros años
El 15 de marzo de 2018 inició su carrera como futbolista profesional luego de firmar por tres temporadas con Melgar de Arequipa. Es así que el 30 de mayo de 2018, hizo su debut profesional a la edad de dieciocho años, siendo titular y jugando todo el partido en la victoria de visitante 2-0 sobre Sport Huancayo por la tercera fecha del Torneo Apertura. Alternó en el primer equipo y en el equipo de reservas en su primera temporada como profesional logrando ocho encuentros en total con el equipo principal, saliendo campeón del Torneo Clausura y quedando en el tercer lugar del Campeonato Descentralizado.
El 5 de febrero de 2019 se convirtió en el primer jugador peruano categoría 2000 en debutar en un torneo internacional, luego de jugar todo el encuentro en la victoria por la mínima diferencia frente a Universidad de Chile por la Copa Libertadores. El 14 de abril dio su primera asistencia, en el empate 1-1 con Unión Comercio, tras brindar un centro a Jhonny Vidales. Poco después sufrió una lesión que lo terminó marginando por el resto de la temporada, habiendo jugado veinte partidos, siendo nueve por Copa Libertadores y uno por Copa Sudamericana.
En 2020, disputaría diecinueve partidos, siendo la mayoría de ellos al final de la temporada y algunos como defensa central, en reemplazo de Hernán Pellerano, quien se encontraba lesionado. Esto se debió a la apretado del calendario, por la consecución de partidos tras la suspensión del torneo nacional por la pandemia de COVID-19. En la última fecha del campeonato, jugando como defensa, brindó una asistencia a Othoniel Arce, tras un pase de casi 75 metros de distancia, para la victoria 3-2 ante Deportivo Municipal, que clasificaría a Melgar a la Copa Sudamericana del siguiente año.
Para la temporada 2021, bajo el mando de Néstor Lorenzo, perdió protagonismo en el equipo, ya que solo disputó cinco partidos, mientras que en otros seis se quedó en el banquillo.

#### Préstamo a UTC, retorno sin éxito y último préstamo a Binacional
En 2022, fue prestado a la Universidad Técnica de Cajamarca en búsqueda de continuidad. En el cuadro cajamarquino disputó veinte partidos, siendo dieciocho de ellos como titular, y habiéndose perdido algunos partidos por lesión. El 7 de mayo de 2022, en la fecha trece del Torneo Apertura, anotaría su primer gol como profesional, en la derrota 3-1 ante Universidad César Vallejo. Además brindó dos asistencias, ambas a Facundo Peraza, siendo una de ellas tras un pase de casi 50 metros de distancia, en la victoria 4-0 ante la Universidad César Vallejo, como locales.
Para la temporada 2023 retornó a Melgar. Volvería a jugar en el quinto partido del año, ingresando en el empate 0-0 ante UTC. Posteriormente, tras tres partidos en el banquillo, enlazó tres partidos consecutivos como titular, jugando como defensa central, debido a una lesión por parte de Leonel Galeano. En su último partido jugado, que fue en la derrota 3-1 ante Atlético Nacional por la Copa Libertadores, tuvo cierta responsabilidad en dos de los tres goles del cuadro colombiano. Posterior a aquel partido, no volvió a tener participación, apareciendo en cuatro partidos como suplente y en otros once sin ser convocado. Para el Torneo Clausura fue prestado a Binacional, con quienes disputó todos los partidos posibles, a excepción de la última fecha, en el cual era inelegible, ya que el duelo era ante Melgar, el cual terminó en derrota y decretaría el descenso de categoría, al quedar en el antepenúltimo puesto en la tabla acumulada del torneo.

### Cienciano
Tras culminar contrato con Melgar, el 3 de diciembre se despidió del club con agradecimientos mediante sus redes sociales. Posteriormente, el 13 de diciembre fue oficializado como nuevo jugador de Cienciano de la cara a la temporada 2024.

## Selección nacional
Leonardo Mifflin ha sido parte de la categoría sub-17 de la selección de Perú, con la cual disputó el Campeonato Sudamericano de Fútbol Sub-17 de 2017 desarrollado en Chile. Anotó el primer gol de Perú en el torneo ante Venezuela, sin embargo la selección quedó eliminada sin ganar un solo partido. También ha integrado el combinado sub-15.
En abril de 2019, fue convocado a la selección sub-23 de Perú por Nolberto Solano para el primer microciclo con miras a los Juegos Panamericanos de 2019, sin embargo no llegó a entrar en la lista final.
El 15 de mayo de 2019 recibió su primera convocatoria a la selección mayor al ser incluido en la lista preliminar de 40 jugadores para la Copa América 2019, quedando fuera de la convocatoria definitiva.

### Participaciones en Campeonatos Sudamericanos
| Torneo                      | Sede  | Resultado      | Partidos | Goles |
| --------------------------- | ----- | -------------- | -------- | ----- |
| Sudamericano Sub-17 de 2017 | Chile | Fase de grupos | 2        | 1     |

## Estadísticas
Actualizado el 29 de octubre de 2023.
| Club | Temporada        | Div              | Liga  | Liga  | Liga   | Copas nacionales(1) | Copas nacionales(1) | Copas nacionales(1) | Copas internacionales(2) | Copas internacionales(2) | Copas internacionales(2) | Total | Total | Total  |
| Club | Temporada        | Div              | Part. | Goles | Asist. | Part.               | Goles               | Asist.              | Part.                    | Goles                    | Asist.                   | Part. | Goles | Asist. |
| --- | ---------------- | ---------------- | ----- | ----- | ------ | ------------------- | ------------------- | ------------------- | ------------------------ | ------------------------ | ------------------------ | ----- | ----- | ------ |
| F. B. C. Melgar · Perú | 2018             | 1ª               | 8     | 0     | 0      | —                   | —                   | —                   | 0                        | 0                        | 0                        | 8     | 0     | 0      |
| F. B. C. Melgar · Perú | 2019             | 1ª               | 9     | 0     | 1      | 1                   | 0                   | 0                   | 10                       | 0                        | 0                        | 20    | 0     | 1      |
| F. B. C. Melgar · Perú | 2020             | 1ª               | 17    | 0     | 1      | —                   | —                   | —                   | 2                        | 0                        | 0                        | 19    | 0     | 1      |
| F. B. C. Melgar · Perú | 2021             | 1ª               | 4     | 0     | 0      | 0                   | 0                   | 0                   | 1                        | 0                        | 0                        | 5     | 0     | 0      |
| F. B. C. Melgar · Perú | 2023             | 1ª               | 3     | 0     | 0      | —                   | —                   | —                   | 1                        | 0                        | 0                        | 4     | 0     | 0      |
| F. B. C. Melgar · Perú | Total club       | Total club       | 41    | 0     | 2      | 1                   | 0                   | 0                   | 14                       | 0                        | 0                        | 56    | 0     | 2      |
| Univ. Técnica de Cajamarca · Perú | 2022             | 1ª               | 20    | 1     | 2      | —                   | —                   | —                   | —                        | —                        | —                        | 20    | 1     | 2      |
| Univ. Técnica de Cajamarca · Perú | Total club       | Total club       | 20    | 1     | 2      | 0                   | 0                   | 0                   | 0                        | 0                        | 0                        | 20    | 1     | 2      |
| Deportivo Binacional · Perú | 2023             | 1ª               | 16    | 0     | 0      | —                   | —                   | —                   | —                        | —                        | —                        | 16    | 0     | 0      |
| Deportivo Binacional · Perú | Total club       | Total club       | 16    | 0     | 0      | 0                   | 0                   | 0                   | 0                        | 0                        | 0                        | 16    | 0     | 0      |
| Total en carrera | Total en carrera | Total en carrera | 77    | 1     | 4      | 1                   | 0                   | 0                   | 14                       | 0                        | 0                        | 92    | 1     | 4      |
| (1)Incluye datos de la Copa Bicentenario (2019). (2)Incluye datos de la Copa Libertadores (2019, 2023) y la Copa Sudamericana (2019, 2020, 2021). |                  |                  |       |       |        |                     |                     |                     |                          |                          |                          |       |       |        |

## Palmarés

### Torneos cortos
| Título          | Club            | País | Año  |
| --------------- | --------------- | ---- | ---- |
| Torneo Clausura | F. B. C. Melgar | Perú | 2018 |

### Distinciones individuales
- Nominado a mejor jugador de la Copa FPF categoría 2000: 2017[18]